# Blodrot
Blodrot (Potentilla erecta (L.) Rausch) tillhör fingerörterna och är en art i familjen rosväxter.

## Beskrivning
Blodrot har tvåkönade blommor och är flerårig. Den blir 10…40 cm hög . Den gula blomman, ca 1 cm i diameter, avviker från släktets vanliga typ genom 4-taliga foder- och kronbladskretsar och har vanligen 16 ståndare, men det förekommer även exemplar med något färre eller något fler. Övriga potentilla-arter har fem kronblad. I sällsynta fall kan antalet kronblad vara fem eller sex mutation.
Kronbladen har ett tydligt hack vid toppen och en orangegul fläck vid basen. Foderbladen är smala och något kortare än kronbladen och syns mellan dessa. Varje blomma sitter på sin egen stängel.
I Sverige blommar blodrot juni — augusti. Varje blomma har 2 till 8 frukter i form av oätliga nötter. Något naturens hjälpmedel att sprida dessa finns inte, utan nöten gror, där den råkat falla. Det innebär att blodrot växer fläckvis i ruggar.
Bladen är flikiga och i stjälkens nedre del långskaftade. Skaftlängden avtar successivt högre upp för att nästan helt försvinna närmast toppen. Stjälken är småhårig. Bladen är i grunden uppdelade i 3 småblad, men stiplerna är ganska bladliknande, så man kan förledas tro att bladet är fem-flikigt. (Jämför engelskans cinquefoil, som egentligen är franska: Femblad. Namnformerna siebenfinger, sjufinger, och septifoil, sju-blad, som också förekommer, är svårare att förklara utseendemässigt (avser eventuellt någon ej alltför ovanlig mutation). Bladens ovansida är gräsgrön och blank, undersidan något ljusare.

Den tjocka, oformliga jordknölen är försedd med många långa rottrådar. Om jordstammen skärs av är snittet blekgult, men den saft som flyter ut blir under påverkan av luften blodröd, därav växtens namn.
Trots namnet erecta (upprättstående) förekommer blodrot även krypande på marken, där den bildar revor (utlöpare), som hos blodrot dock inte är jordslående.

## Habitat
Blodrot är allmän i norra Europa, Kaukasus och nordvästra Afrika.
Den är vanlig över hela Norden.

### Utbredningskartor
- Norden
- Norra halvklotet

## Biotop

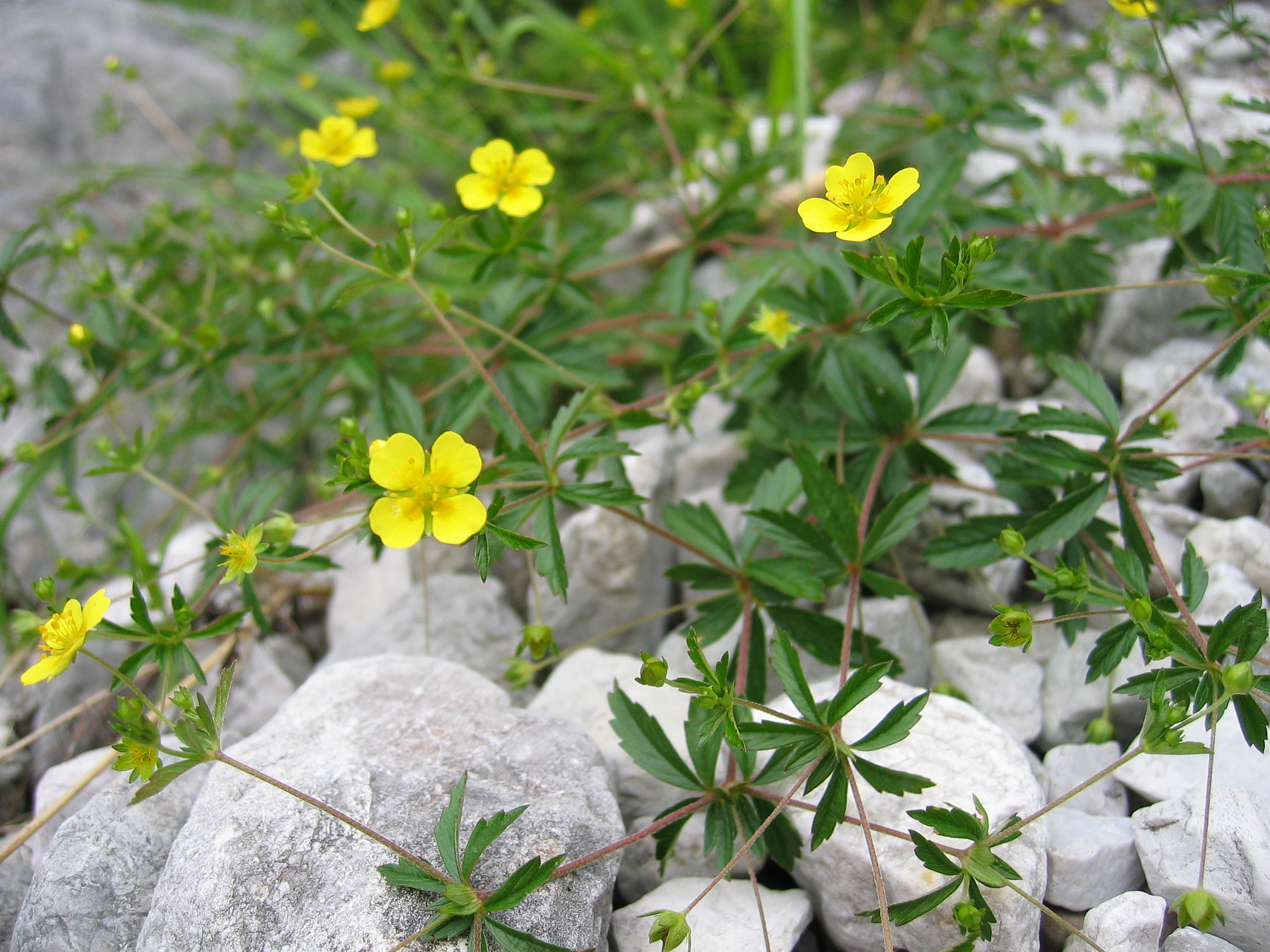
Blodroten nöjer sig med näringsfattig mark
Här växer den i rena gruset.

Blodrot föredrar sur jordmån (lågt pH-värde) och trivs bäst på naturliga ängar, både lundar och ängsbackar, samt i hagmark och till och med inne i barrskog. Den går även upp på fjällen, högt ovan trädgränsen. På Hardangervidda i Norge upp till 1 320 m ö h, i Jämtland till 1 200 m ö h.
Blodrotens egenskap att nöja sig med mager mark har gjort att den vid jordmånsinventeringar tagits som indikator på vad som menas med näringsfattig mark.
I olika källor är uppgifterna om fuktighet motstridande: I Den virtuella floran står det "fuktig mark, i skogsmark, myrar, kärrkanter och hyggen". I utbredningskartan för Norden står det däremot "torr gräsmark".

## Namnet

### Etymologi
- Släktnamnet Potentilla kommer av latin potentia, vilket betyder kraft och syftar på växtens förmåga som läkemedel.
- Artepitetet erecta antyder att växten är upprättstående, men samma art kan trots namnet också förekomma krypande på marken.

Farmekopén
- Tormentum  kommer av latin och betyder smärta; tormentilla är medeltidslatin och feminin diminutiv av tormentum, och kan då förstås ungefär som "småont".
- Rhizoma är grekiska, ῥίζωμα, av rhiza = rot, och betyder en samling rötter, rottrådar

Trivialnamnet "Blodrot" antyder den användning som växten av gammalt haft som astringerande (sammandragande) medel för att dämpa blödningar.

### Namnförbistring[3]
Det finns en växt som på engelska kallas Blood Root, men i Nordamerika (ej i Storbritannien) är den något annat än svenskans blodrot. Frågan är komplex, eftersom man menar skilda arter i Storbritannien resp Nordamerika. Blood Root i Nordamerika avser Sanguinara canadensis. L. Den är direkt giftig och dess effekter liknar opiumvallmon, Papaver somniferum. Den amerikanska Blood Root kallas där även Tetterwort.
Nu växer Tetterwort även i Storbritannien, men där menar man med detta namn inte Sanguinara canadensis utan Chelidonum majus, Greater Celandine (skelört).
Det finns alltså stora möjligheter till artförväxlingar, när man ska hitta motsvarigheten till Blodrot i dessa länder.

### Andra namnvariationer
Bygdemål
| Namn            | Trakt    | Referens |
| --------------- | -------- | -------- |
|                 |          |          |
| Blodrot         | Götaland | [ 4 ]    |
| Blodstilla      | Götaland | [ 4 ]    |
| Blogrot         |          |          |
| Johannisrot     |          |          |
| Rännsket-stilla | Götaland | [ 4 ]    |
| Rödrot          |          |          |
| Tomentilla      |          | [ 5 ]    |

Utländska alternativnamn för Potentilla erecta
Växten har fått många konventionella namn. Här följer en sammanställning för språklig jämförelse. (Listans namn är tillägg till det som finns uppräknat i artiklarna under "andra språk". Namn som förekommer i de artiklarna upptas inte här.)
| Språk        | Namn |
| ------------ | --- |
| Danska       | Opret Potentil, Tormentil |
| Engelska     | Bloodroot, Erect cinquefoil, Septifoil, Shepherd's knot, Tormentil |
| Färöiska     | Børkumura, Børkuvisa |
| Isländska    | Bloðmura, Engjamura |
| Litauiska    | Eredei pimpó |
| Nederländska | Tormentil, Zevenblad |
| Norska       | Blodrot, Munnskåldrot, Tepperot, Tesoleie, Tormentille |
| Portugisiska | Consolda-vermelha Potentila Potentilha Quinquefólio Cinco-em-rama Sete-em-rama Solda Tomentilha Tomentina Tormentila Tormentilha Tormentina.                                                                |
| Tjeckiska    | Mochna nátržnik |
| Tyska        | Aufrechtes Fingerkraut, Blutwurz, Dilledapp, Gemeiner Tormentil, Heideckern, Natternwurz, Rotwurz, Ruhrwurz, Siebenfinger, Tormentil, Tormentilwurz, Tormentilwurzel (alternativ stavning Tormentillwurzel) |
| Vepsiska     | Kohtaiduzjur' |

## Användningsområden
Namnet antyder den användning, som blodrot av gammalt haft som astringerande (sammandragande) medel för att dämpa blödningar. Växten kallas därför ibland "blodstilla". Detta folkliga namn används emellertid även på en annan art: Sanguisorba officinalis L, blodtopp med liknande astringerande egenskap.
Jordstammen är ätlig (nödbröd). Samerna utnyttjar blodrotens innehåll av garvämnen för garvning av skinn; som önskvärd biverkan blir skinnet rött p g .a blodrotens innehåll av färgämne.
Blodrot används även som brännvinskrydda, varvid drycken blir röd. I Bayern är en kommersiellt tillverkad dryck Blutwurz lokal specialitet. Den drickes efter en måltid som s k digestiv (underlättar matsmältningen).

### Medicinalväxt
Antikens greker och romare kände inte till blodrotens medicinska egenskaper. Första i Sverige publicerade fynd var i Olof Rudbecks Catalogus plantarum 1658, men växten var känd långt tidigare. Ända sedan medeltiden har blodrot använts medicinskt mot en rad åkommor. Arvid Månsson Rydaholm uppger 1642 att blodrot har "26 dygder". 
Listan nedan upptar några av dessa, men har också utökats med en del åkommor som nutida alternativmedicin hävdar blodrot är bra för.

- Anemi
- Anorexia
- Brännskador
- Blödning
- Diarré
- Diabetes
(blodsockersänkande)
- Dysenteri
- Feber
- Fläcktyfus
- Förgiftning
- Gikt
- Gulsot
- Halsfluss
- Halskatarr
- Hemorrojder
- Inflammation
(I munhåla och svalg,
behandlas genom gurgling)
- Kolera
- Kolik
- Kramp
- Köldskada
- Leversjukdom
- Magont
- Pest
- Reumatism
- Röda hund
- Svullnad
- Tarmkatarr
- Ångest

Skolmedicinen kan tänkas ha avvikande mening om en del av listans åkommor.
Blodrot ansågs även ha magiska egenskaper, vilket bl a hade stöd i signaturläran. Denna föreskrev bl a att "ont ska fördrivas med ont". Detta innebar att blodrotens blodstillande egenskaper kunde användas även för att framkalla en blödning, vilket följande råd ur en gammal örtabok  ger prov på:
Om en jungfru ej har sin månadsrening (menstruation), bränn då en karlskjorta till pulver. Blanda detta med lika mycket pulver av blodrot och taklök samt olja av vitliljan, samt giv henne.
Inom folkmedicinen användes den luktlösa roten i torkat tillstånd och kallades på apoteken Rhizoma tormentillæ (av latin Rhizoma = rot och tormentum = smärta). Detta är upphovet till att blodrot också fått det alternativa namnet Tormentilla. Detta slår igenom även på namnen på flera av de ingående verksamma ämnena.
Rhizoma tormentillæ ingick i svenska farmakopén ända till 1946 och användes i salvor (stypticum) och som dryck genom infusion. På apoteken fanns då även ett spritextrakt, Tinctura tormentillæ (av latin tinctura = färgning)
Rekommenderad kur för att stoppa diarré är avkok på 30 g torkad blodrot i 1 l vatten och intagande av 3 à 4 koppar därav.
Egenskapen att stoppa diarré har gett upphov till att växten folkligt benämnts Rännsketstilla (ibland stavat Rännskietstilla). Det namnet använde redan Olof Rudbeck d.ä. 1685.
Den medicinska effekten beror till en del på att roten innehåller garvämnen, som är anledningen till den astringerande verkan, som kan vara förmånlig vid vissa sjukdomstillstånd. Dessutom innehåller blodrot en hel rad ämnen, som på ett eller annat sätt kan ha medicinsk effekt.
Biverkningar
Kontraindikation är närvaro av bl a järn, koppar, vismut eller jod, som reagerar med garvämnena och minskar deras effekt. Vissa nutida läkemedel kan också förta verkan av blodrot.
Vid upprepat intag av blodrotpreparat i stora mängder kan tanninet ge magbesvär, i svåra fall t o m magsår.

### Verksamma ämnen
- 14…18 % av roten består av diverse garvämnen av katekintyp (bl a tannin), 6 % av diverse mineralämnen
- Hartser
- Fenoler (karbolsyra, p-kumarinsyra, sinapicsyra)
- Flavonoider (cyanoglykosid, epigalokaterol, galokutesol, kaempferol)
- Gummi
- Koffein
- Tormentol, (ett färgämne, tormentillarött, som är en triterpenalkohol)
- Saponin
- Tormentosid som är en glykosid av tormentol)
- "Eterolja", en obestämd blandning av diverse terpener (estrar). (Används ibland som smakämne vid matlagning)

## Bilder

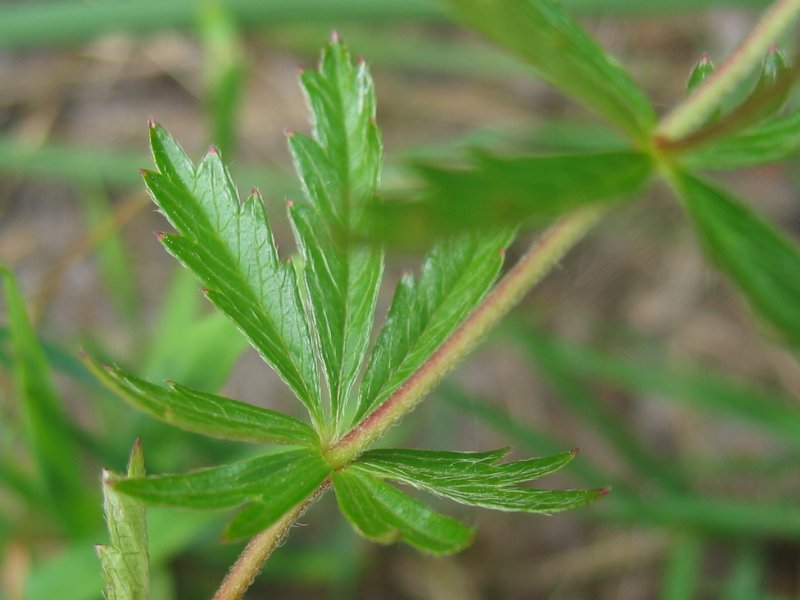
Blad
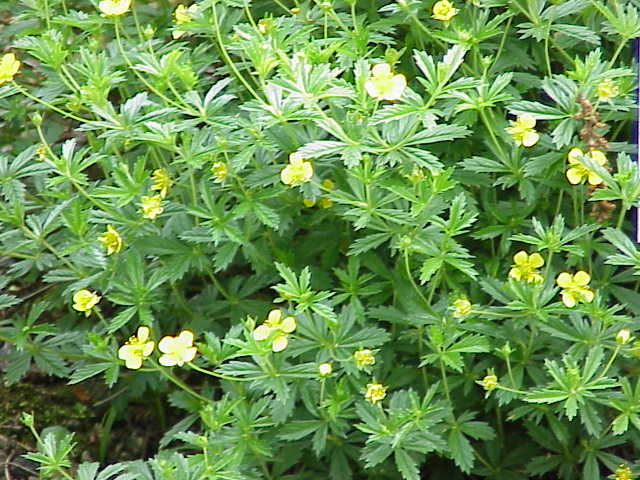
Tuva
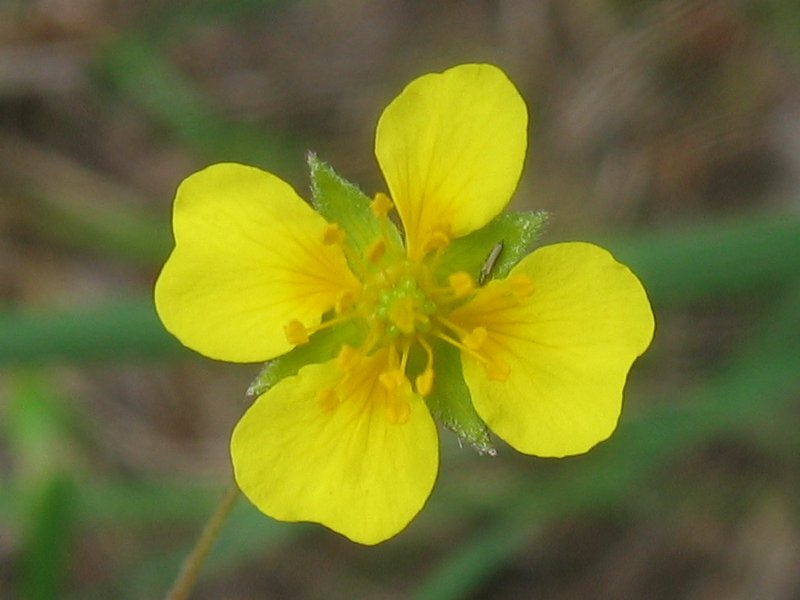
Blomma
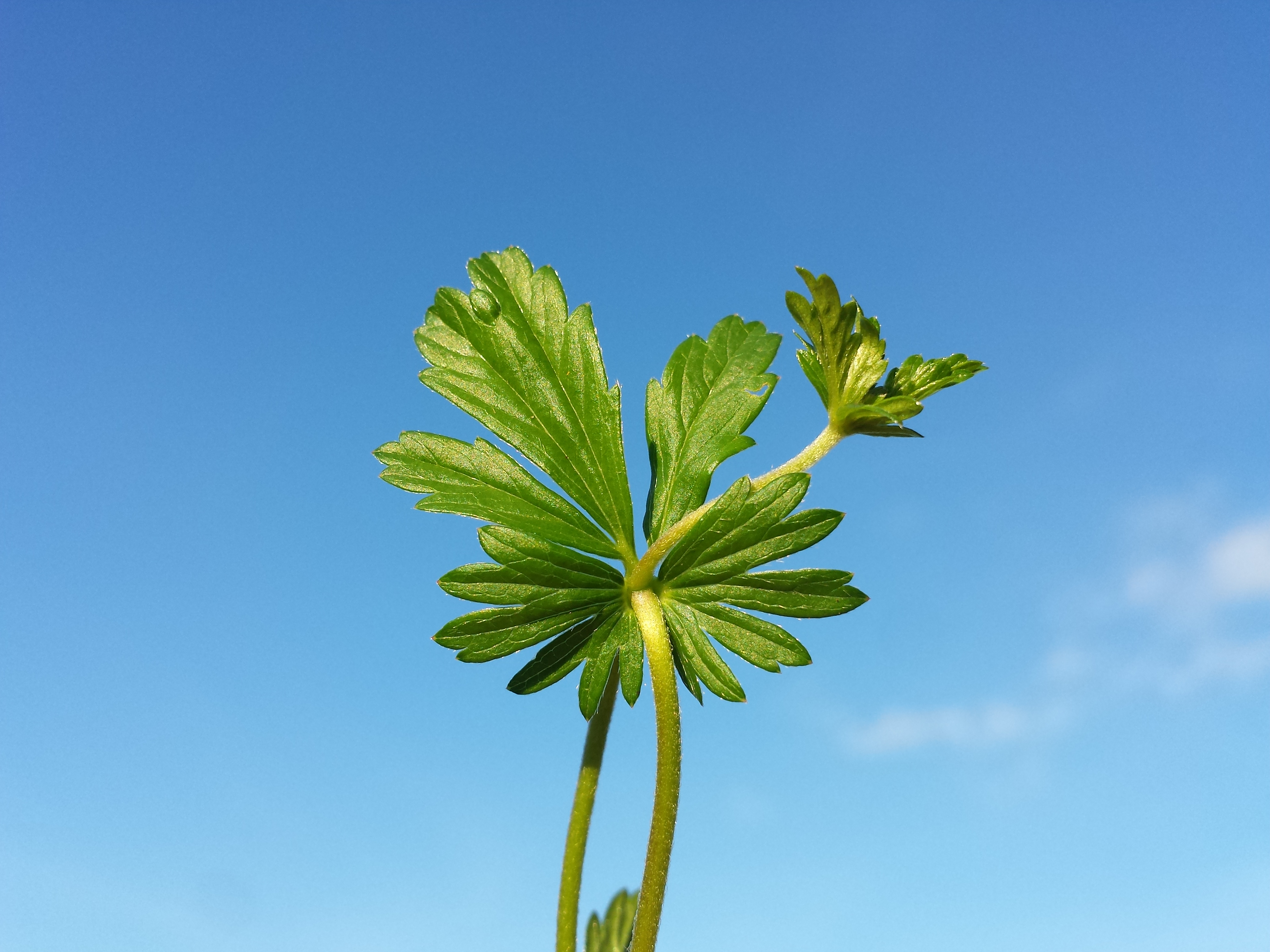
Stipler
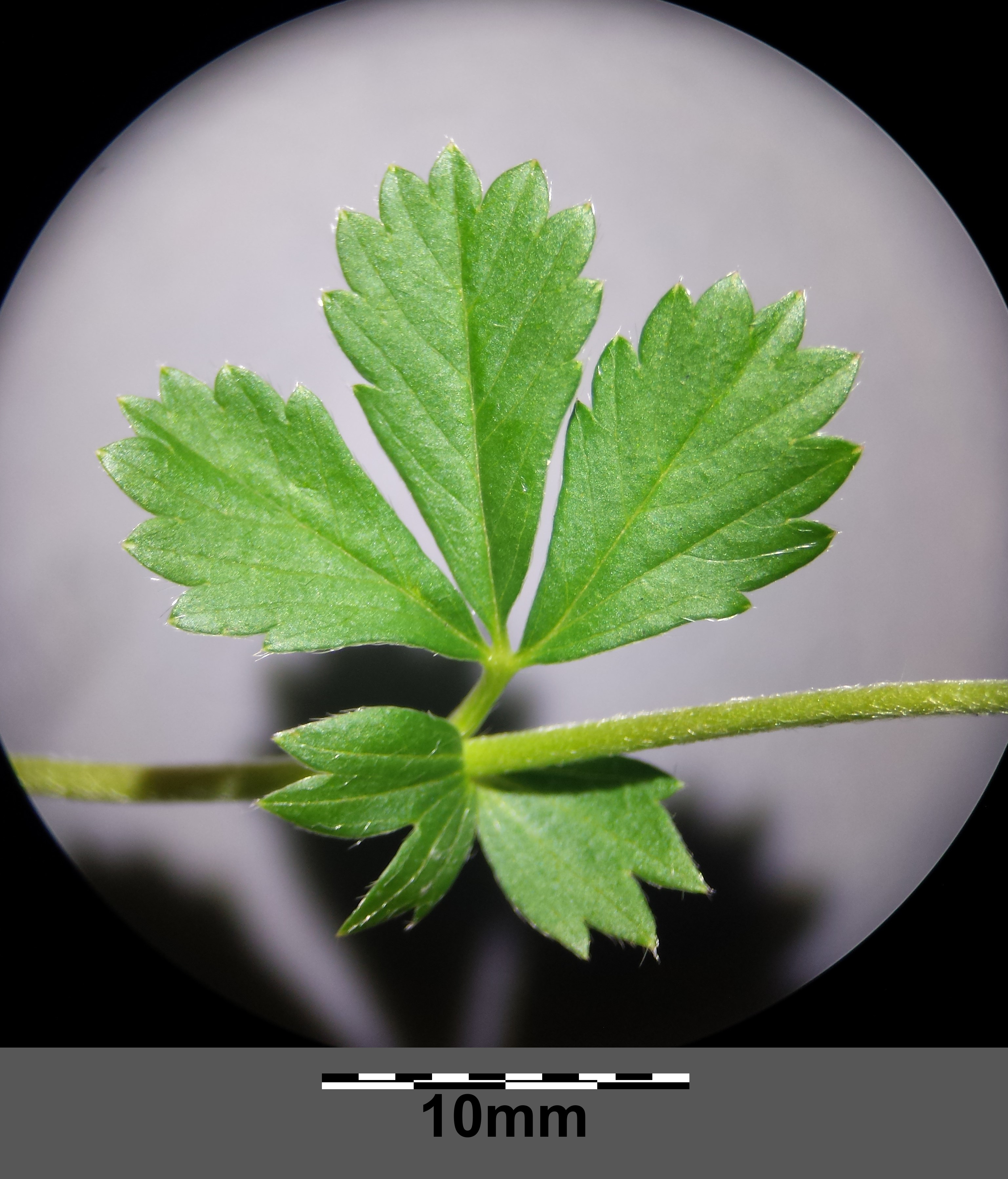
Blad och stipler Ovansida
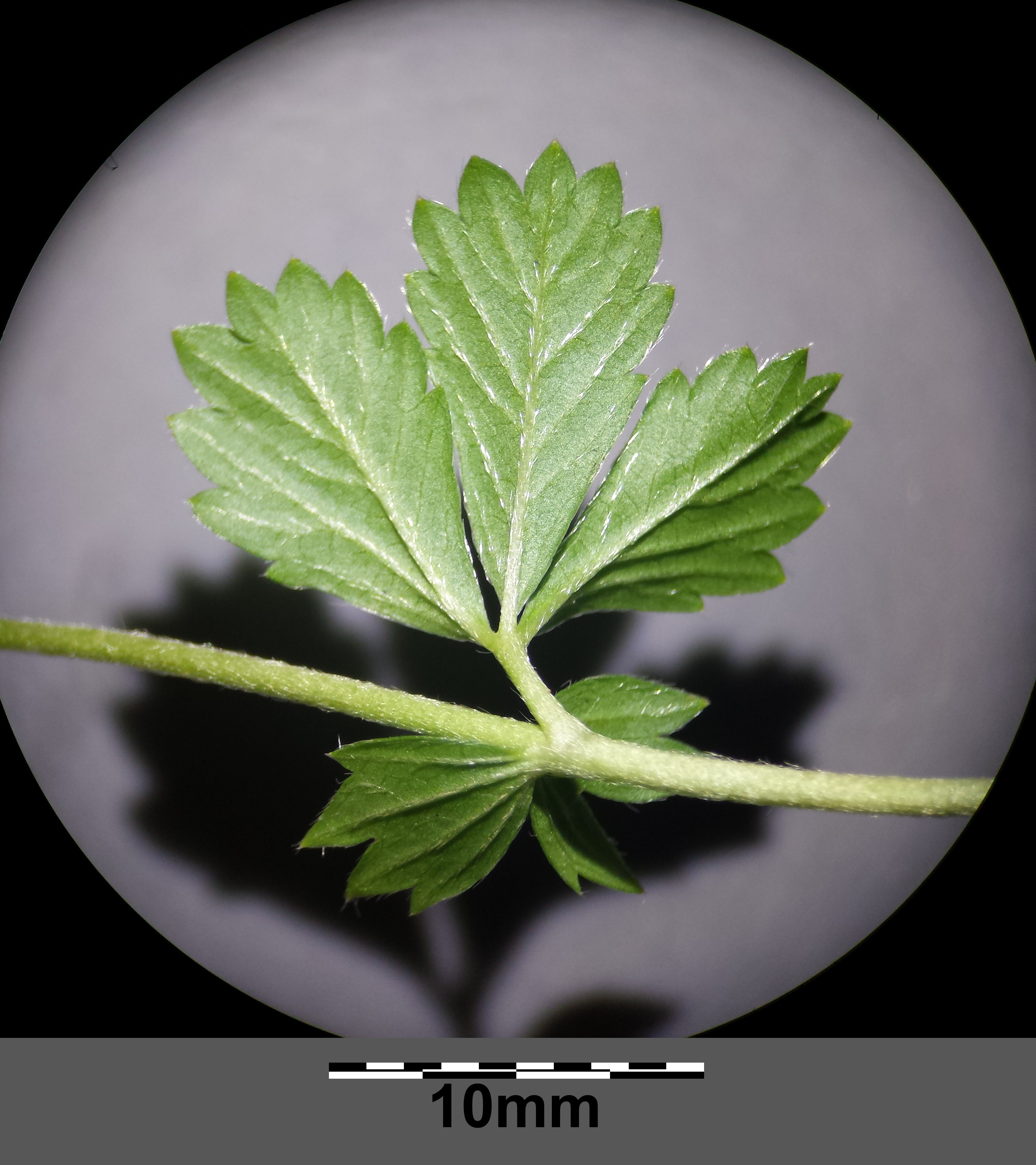
Blad och stipler Undersida
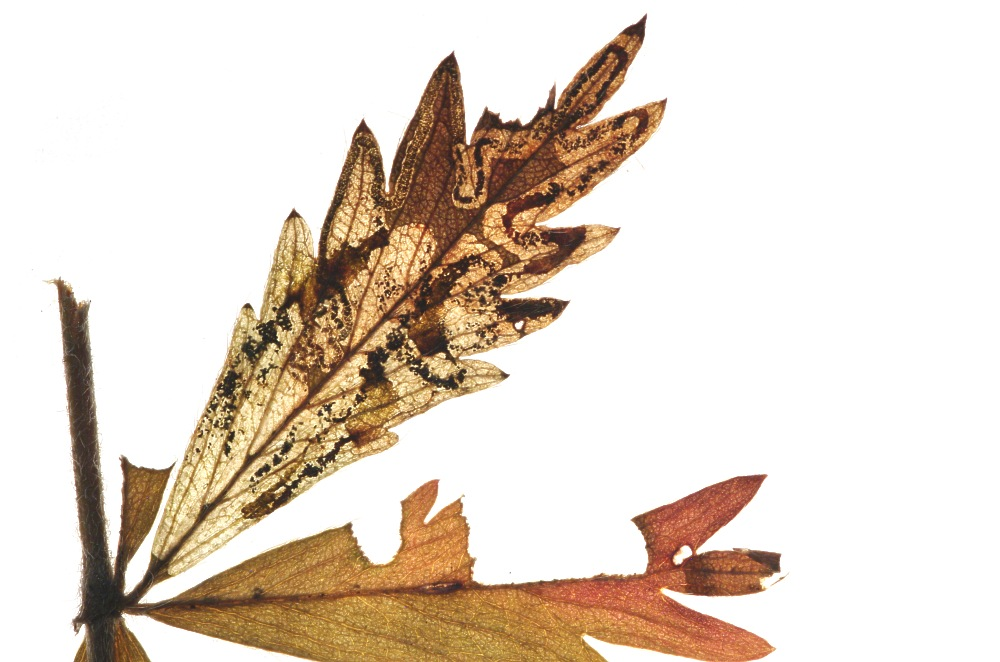
Blad angripet av Ectoedemia arcuatella
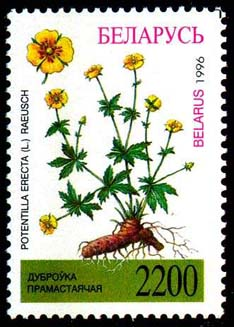
Frimärke från Belarus (Vitryssland), 1996
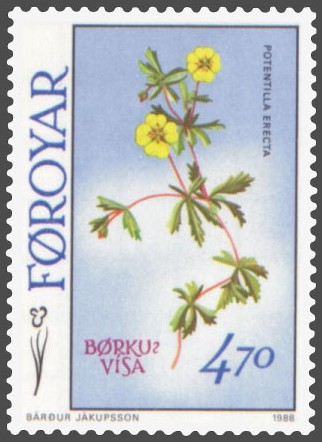
Frimärke från Färöarna